# Municipio Santo Domingo Tehuantepec
Koordinaten: 16° 19′ N, 95° 14′ W
Santo Domingo Tehuantepec ist ein Municipio im mexikanischen Bundesstaat Oaxaca. Das Gemeindegebiet erstreckt sich über eine Fläche von 1208,9 km², beim Zensus 2010 wurden 61.872 Einwohner im Municipio gezählt. Verwaltungssitz und größter Ort im Municipio ist das gleichnamige Santo Domingo Tehuantepec.

## Geographie
Das Municipio Santo Domingo Tehuantepec liegt auf einer Höhe bis zu 1400 m im Distrikt Tehuantepec der Región Istmo. 80,68 % der Gemeindefläche zählen zur physiographischen Provinz der Sierra Madre del Sur, 19,32 % werden zur Cordillera Centroamericana gerechnet. Nicht ganz die Hälfte Santo Domingo Tehuantepecs liegt im Einzugsgebiet des Río Tehuantepec, weitere knapp 50 % zählen zur hydrologischen Region der Pazifikküste Oaxacas und etwa 2 % des Municipios entwässern über den Río Coatzacoalcos in den Golf von Mexiko. Etwa 73 % des Municipios werden von Regenwäldern eingenommen, etwa 19 % werden ackerbaulich genutzt.
Das Municipio Santo Domingo Tehuantepec besteht aus einem deutlich größeren Südteil an der Pazifikküste und einer Exklave im Landesinneren. Der Südteil grenzt an die Municipios Magdalena Tequisistlán, Santa María Jalapa del Marqués, Santa María Mixtequilla, San Pedro Comitancillo, San Blas Atempa, San Pedro Huilotepec, Salina Cruz, Santiago Astata, San Pedro Huamelula und Santo Domingo San Miguel Tenango. Der Nordteil des Municipios um die Ortschaft San José el Paraíso ist von den Municipios Santiago Lachiguiri und Santiago Ixcuintepec umschlossen.

## Bevölkerung
Beim Zensus 2010 wurden im Municipio 61.872 Menschen gezählt, womit Santo Domingo Tehuantepec zu den zehn einwohnerstärksten Gemeinden Oaxacas zählt. Davon sprachen 8,97 % eine indigene Sprache, 11,73 % waren Analphabeten. 38,27 % der Bewohner Santo Domingo Tehuantepecs wurden als Erwerbspersonen registriert, wovon 9,98 % arbeitslos waren. Vorherrschender Wirtschaftssektor war der tertiäre Sektor (65,38 %), weitere 16 % der arbeitenden Bevölkerung waren im Sekundärsektor und 18,09 Prozent im Primärsektor tätig. 8,8 % der Bevölkerung lebten in extremer Armut.

## Orte
Das Municipio Santo Domingo Tehuantepec umfasst 77 localidades, von denen drei vom INEGI als urban klassifiziert sind und insgesamt zwölf zumindest 500 Einwohner haben.
| Ort                            | Einwohner |
| Santo Domingo Tehuantepec      | 42.082    |
| Morro de Mazatán               | 02.625    |
| La Noria                       | 02.420    |
| Santa Gertrudis Miramar        | 01.291    |
| Colonia Jordán                 | 01.182    |
| Colonia San Luis               | 01.027    |
| Rincón Moreno                  | 01.018    |
| Santa Cruz Bamba y Garrapatero | 00.932    |
| San José el Paraíso            | 00.889    |
| 25 de Enero                    | 00.821    |
| Santa María Nativitas Coatlán  | 00.584    |
| Guelaguechi                    | 00.515    |